# Keahu Kahuanui
Keahu Kahuanui (nacido el 7 de agosto de 1986)es un actor estadounidense conocido por su interpretación del personaje recurrente Danny Mahealani en la serie de televisión Teen Wolf en MTV.

## Primeros años
Kahuanui nació el 7 de agosto de 1986 en Honolulu, Hawái . Su familia se mudó a menudo durante su infancia. Él reside en Los Ángeles. Corrió en la escuela secundaria y la universidad antes de completar su licenciatura en la Universidad de Boston en relaciones internacionales después de pasar de la ingeniería. Kahuanui ha trabajado en la industria tecnológica y ha seguido presentando interés en la ciencia y la tecnología. Habla alemán con fluidez y ha demostrado competencia en chino mandarín .     
Kahuanui ha declarado que desarrolló un interés en actuar como un niño y participó en obras de teatro, musicales y comerciales.